# 大水堀
大水堀，是台灣南投縣鹿谷鄉、水里鄉交界地帶的一個傳統地域名稱，位於兩鄉交界地帶的南部。相較於今日行政區，其範圍大致包括鹿谷鄉的永隆村不含西北端、鳳凰村不含西北部邊界地帶及最南端，水里鄉的興隆村不含東北部凸出部分、郡坑村與上安村兩村西部陳有蘭溪河床地帶，以及信義鄉明德村西北端。

## 歷史
台灣清治末期至日治初期，大水堀地區為一街庄，稱為「大水堀庄」，隸屬於沙連堡。該庄北與坪仔頂庄、大坵園庄、龜仔頭庄、牛轀轆庄為鄰，東邊及南邊為蕃地，西邊為內樹皮庄、車桄藔庄、羗仔藔庄。
1901年（日治明治三十四年）11月，全台廢縣廳改設二十廳，該庄隸屬於斗六廳。1903年（明治三十六年）6月，該庄編入「羗仔藔區」，隸屬於斗六廳。1909年（明治四十二年）10月，合併二十廳為十二廳，羗仔藔區改隸屬於南投廳。1920年（大正九年），全台地方制度大改正，廢十二廳改設五州二廳，該庄改制為「大水堀」大字，隸屬於臺中州竹山郡鹿谷庄。
戰後鹿谷庄改制為鹿谷鄉，隸屬於臺中縣，大字亦改制為村。1950年10月，中、彰、投分治，鹿谷鄉改隸屬南投縣。

## 聚落
本地區發展較早的聚落有下廍仔、五崙尾（五尾崙）、二城、大水堀、苦苓腳等，在日治期初期的官方地圖上已有記載。此外，本地區尚有堀頭、東邊、溪底城、茅埔、泡子林、紅銀土堀、梨仔腳、頂城、田底、筍寮、墘坑、公司、中坑等聚落。

## 交通
縣道151號（中正一路、興產路）是竹山鎮延平至鹿谷鄉溪頭的道路，大致以西北—東南走向轉北微西—南微東走向南蜿蜒經過大水堀地區西部邊界外不遠處。由該道路向西北可前往初鄉、江西林地區南部的延平聚落並止於省道台3線路口；向南微東可前往內樹皮並止於溪頭收費停車場。
鄉道投55-1線（二突路）是小半天至五崙尾的道路，其東側端點位於本地區西北部的鄉道投56線路口。由此向南轉南南西，至邊界地帶繞大彎轉西北再轉西出境後，可前往車輄寮、小半天東北部中央地帶內湖聚落並止於鄉道投55線路口。
鄉道投56線（仁義路、鳳園路、仁義路、田底巷）是鹿谷至信義的道路，大致以西北—東南走向到達本地區西北角，入境後轉東北東，經鄉道投57線終點路口後續行，其後繞大彎轉南南東，經鄉道投55-1線終點路口後轉東南蜿蜒而行，經鳳凰谷鳥園轉東北再轉東南再轉南蜿蜒而行以至出境。由該道路向西北轉西南西再轉西北再轉西南可前往鹿谷市區並止於縣道151號路口；向南可前往信義鄉並止於鄉道投91線路口。
鄉道投57線（秀林巷、麒麟路）是秀峰至麒麟潭的道路，其南側端點位於本地區西北部邊界地帶的鄉道投56線路口。由此向北北西出境後轉東北再轉北北西，繞過麒麟山後再度以西向東由本地區北部邊界西側入境後，轉南再轉東南蜿蜒而行，其後經一髮夾彎轉北北西再再轉北蜿蜒而行以致出境，可前往坪子頂的秀峰聚落並止於縣道139號路口。
鄉道投59線（林朋巷、永隆林道）是永豐至草林的道路，其南側端點位於本地區北部偏東的草林。由此向西南轉南南東再轉東南東蜿蜒而行，至林朋巷路口轉北北東，出境後可前往牛轀轆、社子地區的水里聚落南側偏東並止於省道台16線路口。

## 學校
- 鳯凰國小
- 鳯凰國小隆田分校

## 景點
- 鳳凰谷鳥園
- 麒麟潭